# Marcus Melchior
Marcus Lazarus Melchior (geboren am 26. Mai 1897 in Fredericia; gestorben am 22. Dezember 1969 in Hamburg) war ein dänischer Rabbiner.

## Werdegang
Marcus Melchior entstammte einer bekannten dänischen jüdischen Familie. Sein Vater Arnold Melchior (1857–1922) war Redakteur, seine Mutter Bertha Thora Tochter von Levin Moses Wallach, dem Rabbiner von Faaborg. Nach Promotion an der Universität Königsberg 1921 und dem Rabbinerexamen in Berlin war er Rabbiner in Tarnowitz und Beuthen.
1934 wurde er Rabbi für die jüdische Gemeinde in Kopenhagen. Von 1943 bis 1945 nahm er die Funktion des Rabbiners für die jüdischen Flüchtlinge aus Dänemark in Schweden wahr. Nach dem Tod von Max Friediger im Jahr 1947 wurde er Oberrabbiner von Dänemark. Er trat für eine Aussöhnung mit Deutschland ein.
Er hatte vier Söhne und zwei Töchter, darunter der Politiker Arne Melchior und Binyamin Melchior, der 1969 seinem Vater im Amt des Rabbi von Kopenhagen folgte.

## Ehrungen
- 1958: Verdienstkreuz 1. Klasse der Bundesrepublik Deutschland